# Сајмон Бетл
Сајмон Шерис Бетл (енгл. Simone Battle; Лос Анђелес, 17. јун 1989 — Лос Анђелес, 5. септембар 2014) била је америчка глумица и певачица из Лос Анђелеса.
Објавила је на Јутјубу четири сингла и један музички спот. Највише је позната по такмичењу на ФОКС-овом ТВ ријатлити такмичењу X Factor које је створио Сајмон Кауел. Планирала је да објави више синглова у њеном албуму Пи-си-ди но због преране смрти то није учинила.

## Смрт
Бетл је пронађена мртва у своме дому у Лос Анђелесу око 8 сати ујутро, 5. септембра 2014. године. Узрок њене смрти није познат.